# Енн Клівз
Енн Клівз (англ. Ann Cleeves; нар. 24 жовтня 1954, Герефордшир, Англія) — англійська письменниця кримінальних романів. У 2006 році отримала премію «Золотий кинджал» за написання кримінального роману «Крило ворона». У 2017 році отримала премію «Діамантовий Кинджал Картьє».

## Біографія
Клівз народилася у Герефордширі і виросла у північному Девоні. Вона вивчала англійську мову в Університеті Сассекса, але залишила навчання і працювала на різних роботах, будучи поваркою у орнітологічному центрі на Фейр-Айсл, працівницею берегової охорони, працівницею бібліотеки і по догляду за дітьми. Письменниця живе у Вайтлі-Бей з двома дочками, вдова.
У 2014 році Клівз отримала звання почесного доктора письма Університету Сандерленд. У 2015 році вона була кураторкою фестивалю і нагороди «Theakstons Old Peculier» з кримінального роману. У тому ж році вона була у короткому списку на нагороду «Dagger in the Library» Британської асоціації письменників-криміналістів за творчий доробок у британських бібілотеках.

### Палмер-Джонс
- Птах у руці (1986)
- Прийде смерть і висока вода (1987)
- Вбивство в раю (1988)
- Здобич для вбивства (1989)
- Морська лихоманка (1991)
- Отрута це однієї людини (1992)
- Млин на березі (1994)
- Синя далечінь Гай-Айленда (1996)

### Інспектор Рамсей
- Урок вмирання (1990)
- Вбивство у моєму дворі (1991)
- День смерті Доротеї Кассіді (1992)
- Killjoy (1993)
- Цілителі (1995)
- Дитячий викрадач (1997)

### Вера Стенгоуп
- Пастка ворона (1999)
- Розказуючи казки (2005)
- Приховані глибини (2007)
- Тихі голоси (2011)
- Скляна кімната (2012)
- Harbour Street (2014)
- Ловець молі (2015)
- Чайка (2017)

### Серії Шетланд-Айленд
- Крило ворона (2006)
- Білі ночі (2008)
- Червоні кістки (2009)
- Блакитна блискавка (2010)
- Мертва вода (2013)
- Розріджене повітря (2014)
- Занадто добре, щоб бути правдою (2016, новела)
- Холодна Земля (2016)
- Дикий вогонь (2018)

### Серії Дві річки
- Довгий дзвінок (2019)

### Інші романи
- Сплячі та мертві (2001)
- Поховання привидів (2003)

### Історії про привидів
- Асистент акушерки (2006)